# Drapetis storai
Drapetis storai är en tvåvingeart som beskrevs av Frey 1936. Drapetis storai ingår i släktet Drapetis och familjen puckeldansflugor.
Artens utbredningsområde är Kanarieöarna. Inga underarter finns listade i Catalogue of Life.